# Modena Football Club 1946-1947
Questa voce raccoglie le informazioni riguardanti il Modena Football Club nelle competizioni ufficiali della stagione 1946-1947.

## Stagione
Nel 1946, dopo la frammentazione del campionato a causa del secondo conflitto mondiale, il Modena si presentò ai nastri di partenza della nuova stagione con Alfredo Mazzoni in panchina. L'organico della squadra era stato ricomposto con molti giocatori provenienti dalle leghe minori.
L'avvio di campionato fu sorprendente: i canarini vinsero cinque delle prime sei partite ritrovandosi, contro ogni pronostico, a lottare per le prime posizioni contro le ben più quotate squadre torinesi. Nel girone di andata il Modena fu capace di sconfiggere le "tre grandi" Inter, Juventus e Milan, e nella seconda metà del torneo rimase in lizza per il titolo. Qualche pareggio e sconfitta di troppo non consentirono agli emiliani di agganciare il Torino, che avrebbe poi vinto lo scudetto con tre domeniche di anticipo: il Modena finì comunque al terzo posto, che tuttora resta il miglior piazzamento del club in A.
Tra i calciatori che si misero in mostra nello schema del mezzo sistema impostato da Mazzoni, vanno ricordati i due Renato, Braglia e Brighenti.

## Rosa

Formazione-tipo

| N. |                   | Ruolo | Calciatore           |
| -- | ----------------- | ----- | -------------------- |
|    | Italia (bandiera) | P     | Ivano Corghi         |
|    | Italia (bandiera) | P     | Andrea Carlo Corazza |
|    | Italia (bandiera) | D     | Renato Braglia       |
|    | Italia (bandiera) | D     | Leandro Remondini    |
|    | Italia (bandiera) | C     | Maino Neri           |
|    | Italia (bandiera) | C     | Ermanno Malinverni   |
|    | Italia (bandiera) | C     | Valerio Cassani      |
|    | Italia (bandiera) | C     | Lidio Stefanini      |

| N. |                   | Ruolo | Calciatore        |
| -- | ----------------- | ----- | ----------------- |
|    | Italia (bandiera) | C     | Iro Bonci         |
|    | Italia (bandiera) | C     | Enzo Menegotti    |
|    | Italia (bandiera) | A     | Walter Del Medico |
|    | Italia (bandiera) | A     | Adriano Zecca     |
|    | Italia (bandiera) | A     | Serafino Romani   |
|    | Italia (bandiera) | A     | Renato Brighenti  |
|    | Italia (bandiera) | A     | Carlo Zoppellari  |
|    | Italia (bandiera) | A     | Brenno Milani     |

## Risultati

### Campionato

#### Girone di andata
| Arbitro: | Camiolo (Milano) |

|              |           |                                    |
| Giorgino 81’ | Marcatori | 5’ (aut.) Rava 66’, 70’ Del Medico |

| Arbitro: | Dellarole (Vercelli) |

|  |           |           |
|  | Marcatori | 9’ Fabbri |

| Arbitro: | Cambi (Livorno) |

|                                                                       |           |              |
| Romani 19’ Cassani 50’, 63’ Berra 55’ (aut.) Del Medico 73’ Zecca 77’ | Marcatori | 27’ Barbieri |

| Arbitro: | Zilli (Reggio Emilia) |

|            |           |                      |
| Ispiro 81’ | Marcatori | 36’ Zecca 61’ Romani |

| Arbitro: | Bertolio (Torino) |

|              |           |                              |
| Marchetti 1’ | Marcatori | 13’ Remondini 69’ Del Medico |

| Arbitro: | Codeluppi (Lodi) |

|                         |           |  |
| Brighenti 31’ Zecca 79’ | Marcatori |  |

| Arbitro: | Agnolin (Bassano del Grappa) |

|              |           |  |
| Cappello 12’ | Marcatori |  |

| Arbitro: | Limido (Milano) |

|  |           |                  |
|  | Marcatori | 31’ (rig.) Milli |

| Arbitro: | Carpani (Milano) |

|             |           |               |
| Bergamo 29’ | Marcatori | 21’ Brighenti |

| Arbitro: | Silvano (Torino) |

|                         |           |              |
| Brighenti 59’ Zecca 76’ | Marcatori | 70’ Tosolini |

| Roma 8 dicembre 1946 11ª giornata | Roma           | 0 – 0 referto | Modena | Stadio Nazionale\| Arbitro: \| Gamba (Napoli) \| |
| Arbitro:                          | Gamba (Napoli) |               |        |                                                  |

| Arbitro: | Buratti (Milano) |

|               |           |  |
| Brighenti 55’ | Marcatori |  |

| Arbitro: | Scotto (Savona) |

|           |           |  |
| Bonci 63’ | Marcatori |  |

| Arbitro: | Dattilo (Roma) |

|  |           |                     |
|  | Marcatori | 49’, 53’ Del Medico |

| Arbitro: | Bertolio (Torino) |

|            |           |  |
| Romani 77’ | Marcatori |  |

| Arbitro: | Silvano (Torino) |

|                  |           |                     |
| Gallo 43’ (rig.) | Marcatori | 57’ (aut.) Citterio |

| Arbitro: | Pizziolo (Firenze) |

|            |           |  |
| Romani 59’ | Marcatori |  |

| Arbitro: | Savio (Torino) |

|  |           |               |
|  | Marcatori | 50’ Brighenti |

| Arbitro: | Bonivento (Venezia) |

|           |           |               |
| Menti 18’ | Marcatori | 46’ Brighenti |

#### Girone di ritorno
| Modena 16 febbraio 1947 20ª giornata | Modena          | 0 – 0 referto | Alessandria | Stadio Braglia\| Arbitro: \| Pieri (Trieste) \| |
| Arbitro:                             | Pieri (Trieste) |               |             |                                                 |

| Bari 23 febbraio 1947 21ª giornata | Bari             | 0 – 0 referto | Modena | Stadio della Vittoria\| Arbitro: \| Silvano (Torino) \| |
| Arbitro:                           | Silvano (Torino) |               |        |                                                         |

| Arbitro: | Tassini (Verona) |

|                    |           |  |
| Verrina 52’ (rig.) | Marcatori |  |

| Arbitro: | Canavesio (Torino) |

|                       |           |              |
| Cassani 7’ Romani 73’ | Marcatori | 44’ Brunetti |

| Arbitro: | Orlandini (Roma) |

|                                        |           |  |
| Zecca 36’ Brighenti 44’ Del Medico 82’ | Marcatori |  |

| Arbitro: | Boffardi (Genova) |

|                 |           |            |
| Ottino 22’, 40’ | Marcatori | 16’ Romani |

| Arbitro: | Pizziolo (Firenze) |

|             |           |  |
| Cassani 68’ | Marcatori |  |

| Arbitro: | Tassini (Verona) |

|  |           |             |
|  | Marcatori | 44’ Cassani |

| Arbitro: | Bonivento (Venezia) |

|                         |           |                    |
| Brighenti 44’ Zecca 66’ | Marcatori | 50’ (rig.) Cattani |

| Arbitro: | Dattilo (Roma) |

|               |           |             |
| Puricelli 40’ | Marcatori | 20’ Cassani |

| Arbitro: | Cambi (Livorno) |

|               |           |  |
| Brighenti 37’ | Marcatori |  |

| Arbitro: | Carpani (Milano) |

|  |           |               |
|  | Marcatori | 17’ Remondini |

| Arbitro: | Pera (Firenze) |

|           |           |  |
| Piola 51’ | Marcatori |  |

| Arbitro: | Tassini (Verona) |

|            |           |  |
| Romani 59’ | Marcatori |  |

| Arbitro: | Dattilo (Roma) |

|  |           |                |
|  | Marcatori | 66’ Del Medico |

| Modena 15 giugno 1947 35ª giornata | Modena             | 0 – 0 referto | Atalanta | Stadio Braglia\| Arbitro: \| Pizziolo (Firenze) \| |
| Arbitro:                           | Pizziolo (Firenze) |               |          |                                                    |

| Arbitro: | Gamba (Napoli) |

|          |           |  |
| Muci 34’ | Marcatori |  |

| Arbitro: | Agnolin (Bassano del Grappa) |

|            |           |          |
| Romani 37’ | Marcatori | 9’ Penzo |

| Arbitro: | Dattilo (Roma) |

|                              |           |                                             |
| Brighenti 50’ Del Medico 85’ | Marcatori | 2’ Tieghi 31’ Ossola 38’ V.Mazzola 70’ Loik |

## Statistiche

### Statistiche di squadra
| Competizione | Punti | In casa | In casa | In casa | In casa | In casa | In casa | In trasferta | In trasferta | In trasferta | In trasferta | In trasferta | In trasferta | Totale | Totale | Totale | Totale | Totale | Totale | DR  |
| Competizione | Punti | G       | V       | N       | P       | Gf      | Gs      | G            | V            | N            | P            | Gf           | Gs           | G      | V      | N      | P      | Gf     | Gs     | DR  |
| ------------ | ----- | ------- | ------- | ------- | ------- | ------- | ------- | ------------ | ------------ | ------------ | ------------ | ------------ | ------------ | ------ | ------ | ------ | ------ | ------ | ------ | --- |
| Serie A      | 51    | 19      | 13      | 3       | 3       | 27      | 11      | 19           | 8            | 6            | 5            | 18           | 13           | 38     | 21     | 9      | 8      | 45     | 24     | +21 |

### Statistiche dei giocatori
| Giocatore     | Serie A  | Serie A |
| Giocatore     | Presenze | Reti    |
| ------------- | -------- | ------- |
| I. Bonci      | 17       | 1       |
| R. Braglia    | 38       | 0       |
| R. Brighenti  | 33       | 10      |
| V. Cassani    | 35       | 6       |
| A. Corazza    | 2        | -2      |
| I. Corghi     | 36       | -22     |
| W. Del Medico | 36       | 9       |
| E. Malinverni | 36       | 0       |
| E. Menegotti  | 8        | 0       |
| B. Milani     | 2        | 0       |
| M. Neri       | 37       | 0       |
| L. Remondini  | 34       | 2       |
| S. Romani     | 36       | 8       |
| L. Stefanini  | 27       | 0       |
| A. Zecca      | 36       | 6       |
| C. Zoppellari | 5        | 0       |